# Johann Adam Steinmetz

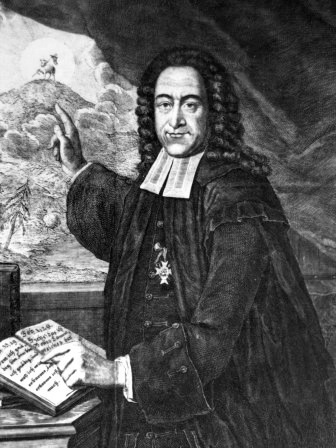
Johann Adam Steinmetz

Johann Adam Steinmetz (* 24. September 1689 in Groß-Kniegnitz; † 10. Juli 1762 in Prester) war ein evangelischer Theologe, Pietist und Pädagoge. Er war einer der bedeutendsten Schulmänner des 18. Jahrhunderts und wird als Vermittler zwischen dem deutschen und amerikanischen Pietismus angesehen. Weiter beeinflusste er auch die Gründung der Herrnhuter Brüdergemeine.

## Leben
Er wurde als Sohn des Pfarrers Johann Christoph Steinmetz und der Anna Barbara geb. Olemann, Pfarrerstochter von Schreibendorf, in Groß-Kniegnitz bei Nimptsch im Fürstentum Brieg geboren. Sein Großvater Christoph Steinmetz aus Breslau war dort ebenfalls Pfarrer. Nach dem Besuch des Gymnasiums in Brieg studierte er ab 1710 in Leipzig Theologie. 1715 wurde er Pfarradjunkt in Mollwitz und 1717 Pfarrer in Tepliwoda.
In den Jahren 1719 bis 1730 wirkte Steinmetz als pastor primarius in Teschen. Er unterstützte dort den Bau einer neuen Kirche, sowie die eines Schul- und Waisenhauses, dessen Leiter er wurde. Gegner von Steinmetz warfen ihm Häresie vor und forderten bei der Universität Wittenberg ein theologisches Gutachten gegen ihn. Ein weiteres Gutachten von der Universität Jena sprach ihn von allen Anschuldigungen frei. Da er auf einer Reise nach Schweidnitz auf Verlangen eines evangelischen Einwohners geistliche Funktionen verrichtet hatte, wurde Steinmetz vom Fiskus zu einer Geldstrafe von 300 Dukaten verurteilt und von seinem Amt suspendiert. Zuletzt wurde gegen ihn Anklage am Hof in Wien erhoben und es fanden amtliche Verhöre statt. Nach vierwöchigen Hausarrest die über Steinmetz und seinen Mitarbeitern verhängt wurde, erging der Befehl binnen einer Frist von sechs Monaten die kaiserlichen Erblande zu verlassen. Ende 1729 wurde das Urteil vollstreckt und die Vertriebenen über die Grenze geleitet.
1730 wurde Steinmetz auf Empfehlung des Grafen Nikolaus Ludwig von Zinzendorf Superintendent in Neustadt an der Aisch. Während seiner Tätigkeit hatte er sich dort vollständig der herrenhuthischen Bewegung angeschlossen. Ab Herbst 1732 war er Generalsuperintendent des Herzogtums Magdeburgs und Leiter der Schule im Kloster Berge. Steinmetz stieg zum bedeutendsten Abt des Klosters auf. Ihm wurde die Organisation des Volksschulwesens und damit auch die Aufsicht über das gesamte Kirchen- und Schulwesen übertragen. 1735 errichtete er ein Seminar für Landschullehrer, das bis zur Aufhebung des Pädagogiums bestanden hatte. Ferner gründete er 1750 aus eigenen Mitteln in Magdeburg eine Freischule für arme Bürgerkinder. Bedürftigen Zöglingen erließ er dabei die Zahlung des Kostgeldes. 1750 rief er die sogenannten Erbauungsstunden ins Leben, die er in einem eigenen Saal Samstag und Sonntag Nachmittag vortrug. Sie fand zahlreiche Zuhörer. Bis 1760 widmete er sich dieser Tätigkeit.
In seinen zwei letzten Lebensjahren zog er sich in das ländliche Prester zurück. Er starb nach kurzer Krankheit am 10. Juli 1762. Das Leichenbegräbnis fand am 6. August 1762 unter großer Anteilnahme statt. Der Klosterprediger Stisser hielt die Leichenpredigt und die Standrede der Procurator des Klosters Johann Gottlieb Schäler.

## Familie
Steinmetz heiratete 1724 in Teschen Helene Sidonie von Bludowsky, die Tochter des Erbherrn auf Orlau, Lase und Niederbilau, Joachim von Bludowsky. Sie starb bereits im folgenden Jahr. Die gemeinsame Tochter Anna Helene starb im Alter von drei Jahren.

## Werke
- Die Wahre Abbildung Einer recht Edlen Freundin Jesu Christi, An dem Vorbilde Der ... Frauen Henriette Sophia, Gebohrner von Haugwitz, Des ... Hn. Gottlieb Ferdinand, Freyherrn von Sandrasky u. Sandraschütz, Erb-Herrn auf Langen-Bielau, Im Leben innig-geliebtester Frau Gemahlin, Welche der Herr ... den 20. Augusti des 1719ten Jahres seligst aus der Welt zu sich in den Himmel genommen . Tramp, Brieg, 1719. (Digitalisat)
- Gottselige Betrachtungen der Grossen und theuren Verheissung, welche Jesus der Treueste Heyland allen wahren Israeliten Joh. I, 51. gegeben hat. von Creutz, Nürnberg, 1731. (Digitalisat)
- Predigt über das Evangelium am 18. Sonnt, nach Trinit. Frankfurt und Leipzig 1732.[7]
- Charfreitagspredigt über Joh. 19, 30. Frankfurt und Leipzig 1732.[8]
- Rede am 14. Oct. 1732 in der Schule zu Neustadt a. d. Aisch gehalten. Frankfurt und Leipzig 1732.
- Ehemals zur Erbauung ausgefertigte Send-Schreiben Von Unterschiedenen wichtigen Materien die zur Ubung eines wahren Christenthums gehören : Jetzund aber auf des Verlegers Ansinnen, dem öffentlichen Druck überlassen, Und mit einigen Briefen Clementis Romani, Justini Martyris und Cypriani, begleitet. Waisenhaus, Leipzig/Züllichau 1733. (Digitalisat)
- Weyl. Hn. Hans Albrechts von Heugel... Letzter Wille in geistlichen Dingen. Nebst eines K. Pr. R. u. M. Br. H. Christlichem Glaubens-Bekenntniß... mit einer Vorrede u. einigen Anmerckungen herausgegeben. Scheidhauer, Magdeburg und Leipzig, 1735. (Digitalisat)
- Dr. Spener's kleine geistliche Schriften mit dem Leben Spener's. Magdeburg und Leipzig 1735.
- Der Nöthige Fleiß Christlicher Eltern Das Ewige Heil Jhrer Kinder zu besorgen, Und Sie dazu nicht allein zu erwecken, so lange sie in dieser Hütten sind; Sondern auch Etwas beyzulegen, das ihnen dienen könne, solches nach ihrem Abschiede im Gedächtniß zu halten. An einigen Merckwürdigen Beyspielen gezeiget. Scheidhauer, Magdeburg und Leipzig 1746. (Digitalisat)
- Schreiben an Pastor Hecker in Stargard über einige Irrthümer des Grafen v. Zinzendorf. Zelle 1749.
- Geistliche Gedichte der weiland Hochwohlgebohrnen Fräulein Augusta Elisabeth v. Posadowsky, geb. Freyin v. Postelwitz, nebst ihrer Gnaden Führung und einer Vorrede. Magdeburg und Leipzig, 1751.
- Sammlungen zum Bau des Reiches Gottes. Leipzig 1731–1736.
- Verbesserte Sammlungen zum Bau des Reiches Gottes. Leipzig 1737–1743.
- Theologia practica pastoralis oder Sammlungen nutzbarer Anweisung zur gesegneten Einführung des evangelischen Lehramts. Magdeburg und Leipzig, 1737–1759.
- Klosterbergische Sammlungen zum Bau des Reiches Gottes. Magdeburg und Leipzig 1745–1761.
- Beiträge zur Theologia practica pastoralis. Magdeburg und Leipzig 1746–1760.
- Geistliches Magazin zum nützlichen Gebrauch für Lehrer und andere Christen. Magdeburg und Leipzig 1761.
- Zehn erbauliche Betrachtungen über das Lied Fort, fort, mein Herz, zum Himmel. Leipzig 1768, neu aufgelegt 1794.
- Das Gnadengeschäft Jesu bei der Todesstunde seiner Gläubigen aus Ps. 23, 4-6. 2. Auflage 1768.
- Schriftmäßige Betrachtung von der Versiegelung der Gläubigen mit dem heiligen Geiste aus Ephes. 4, 30. Leipzig 1769. 2. Auflage 1770, neu aufgelegt 1825.
- Passionsbetrachtungen über einige Verse von Hohelied Sal. 5. Leipzig, 1771.
- Die Seligkeit eines Christen auf dem Wege des Glaubens in drei Betrachtungen aus Psalm 1. Struck, Wernigerode 1773. (Digitalisat)
- Erbauliche Betrachtungen über das Evangelium von den zehn Jungfrauen, Matth. 25, 1-13, im J. 1742 vorgetragen. Leipzig 1775, neu aufgelegt 1789.
- Neu-eingerichtetes Kirchen- und Haus-Gesang-Buch, welches nach der Ordnung des Heils die nöthigsten Glaubenslehren und Christenpflichten in 1060 auserlesenen alten und neuen Liedern in sich fasset. Zum Gebrauch der Evangelisch-Lutherischen Gemeinden im Herzogthum Magdeburg, ... (Ausgabe Berlin 1832 online – Internet Archive)